# 慈悲特殊禧年
慈悲特殊禧年（拉丁語：Iubilaeum Extraordinarium Misericordiae），也簡稱為慈悲禧年或慈悲聖年，是天主教會於2015年12月8日至2016年11月20日舉行的禧年，原先禧年是固定每隔25年舉行一次的，因為教宗方濟各認為需要一次的禧年來使教會重拾對於慈悲的關注，在生活中體驗天主的寬恕與關愛。因此特別訂定這次的特殊禧年。
此一禧年如同歷屆一樣都有開啟聖門的儀式，並讓信徒在懺悔後於聖門朝聖以獲取全大赦。然而教宗方濟各為了強調全世界教會的共融，有別於以往只打開羅馬的四座特級宗座聖殿的作法，邀請各教區的主教開啟主教座堂、以及其他教區內適合的教堂的聖門。而他自己也選擇在2015年11月29日訪問中非共和國時，開啟了班吉總教區主教座堂的聖門。

## 禧年
「禧年」原為舊約聖經中提及的猶太傳統，每隔50年一次，在該年猶太人必須釋放賣身的奴隸和免除債務。此傳統後來被天主教會沿用，該被宣告為禧年的年頭，教宗會開啟位於羅馬的四座四座特級宗座聖殿的聖門並給予朝聖者全大赦。禧年的舉行間隔歷經改變，不過之後除了重大事故導致未舉行外，幾乎都是是採取每隔25年一次的作法。
依照慣例，下次舉行禧年的時間為2025年，然而2013年上任的教宗方濟各認為需要更清楚的表達教會的慈悲使命，因此在2015年3月13日宣布了將在12月8日開啟一個為了紀念天主的慈悲的特殊禧年。

## 慈悲面容宗座詔書
2015年4月11日方濟各發表了宗座詔書《慈悲面容》，正式宣告禧年的預備以及相關細項，並針對慈悲這個主題給予勸告。
慈悲禧年開始於2015年12月8日的聖母始胎無染原罪瞻禮，那日也是第二次梵蒂冈大公會議的閉幕五十周年紀念日。並結束於2016年11月20日基督普世君王節。而在此一禧年間，全世界的教區主教都能在多個聖堂開啟聖門，並且教會要回想慈悲的意義，將之散播於世間。此外在四旬期間，各教區在第四週的星期五和星期六舉行「24小時獻給上主」的祈禱和懺悔活動。而教宗也會派遣慈悲傳教士前往各教區。此外他更提及猶太教和伊斯蘭教的精神中也包含的對慈悲的嚮往，並希望在慈悲禧年中能與其他宗教有著友善的往來，以便消除歧視和衝突。最後他提到了聖母與慈悲的關聯，並請與慈悲有關聯的聖傅天娜修女為教會能活出慈悲的精神轉求天主。

## 外部連結
- 慈悲禧年 聖座特設網站（意大利文）（英文）（西班牙文）（法文）（葡萄牙文）（波兰語）（德文）